# 電荷成分探測器
電荷成分探測器（AMPTE-Charge Composition Explorer）是一顆美國太空總署衛星，設計和任務是研究地球磁層，作為探索者計劃的一部分發射。主動磁層粒子示蹤探測器 (AMPTE) 任務旨在研究太陽風離子進入磁層、磁層粒子的對流擴散傳輸和能量化及太空等離子體的相互作用。
電荷成分探測器自1989年初起遇到指令模組/電源問題，並於1989年7月12日發生故障。

## 發射
1984年8月16日16:48 UTC，電荷成分探測器與AMPTE計劃的另外兩顆衛星一起從卡納維拉爾角空軍基地發射台由三角洲3924火箭發射升空。電荷成分探測器被放置在1,100×50,000 公里（680×31,070英里）的赤道軌道上，軌道傾角為4.8°。

## 外部連結
- JHUAPL AMPTE